# Magnolia cubensis
Magnolia cubensis — вид рослин родини Магнолієві (Magnoliaceae).

## Опис
Вид є вічнозеленим деревом, що походить з острова Куба у Вест-Індії. Зростає в південно-східній частині острова в Сьєрра-Маєстрі, на висотах від 700 до 1800 м над рівнем моря. Листя шкірясте, квіти невеликі, білі, близько 2,5 см в діаметрі. Насіння червоно-помаранчеве.  